# Сепаратор магнитный барабанный

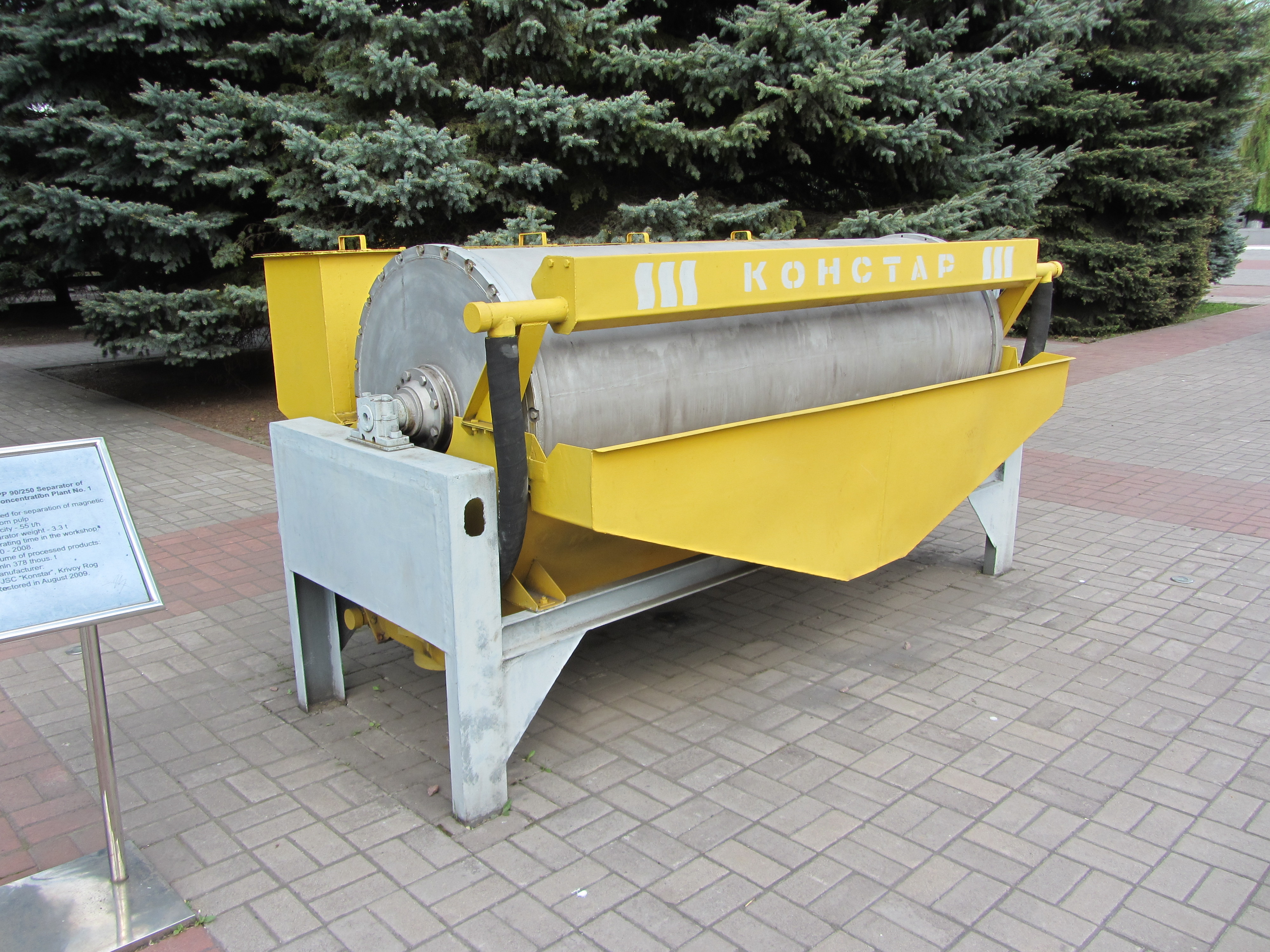
Сепаратор магнитный барабанный ПБМ-ПП 90-250 (Констар, Кривой Рог) в музее горной техники СевГОКа (Кривой Рог)

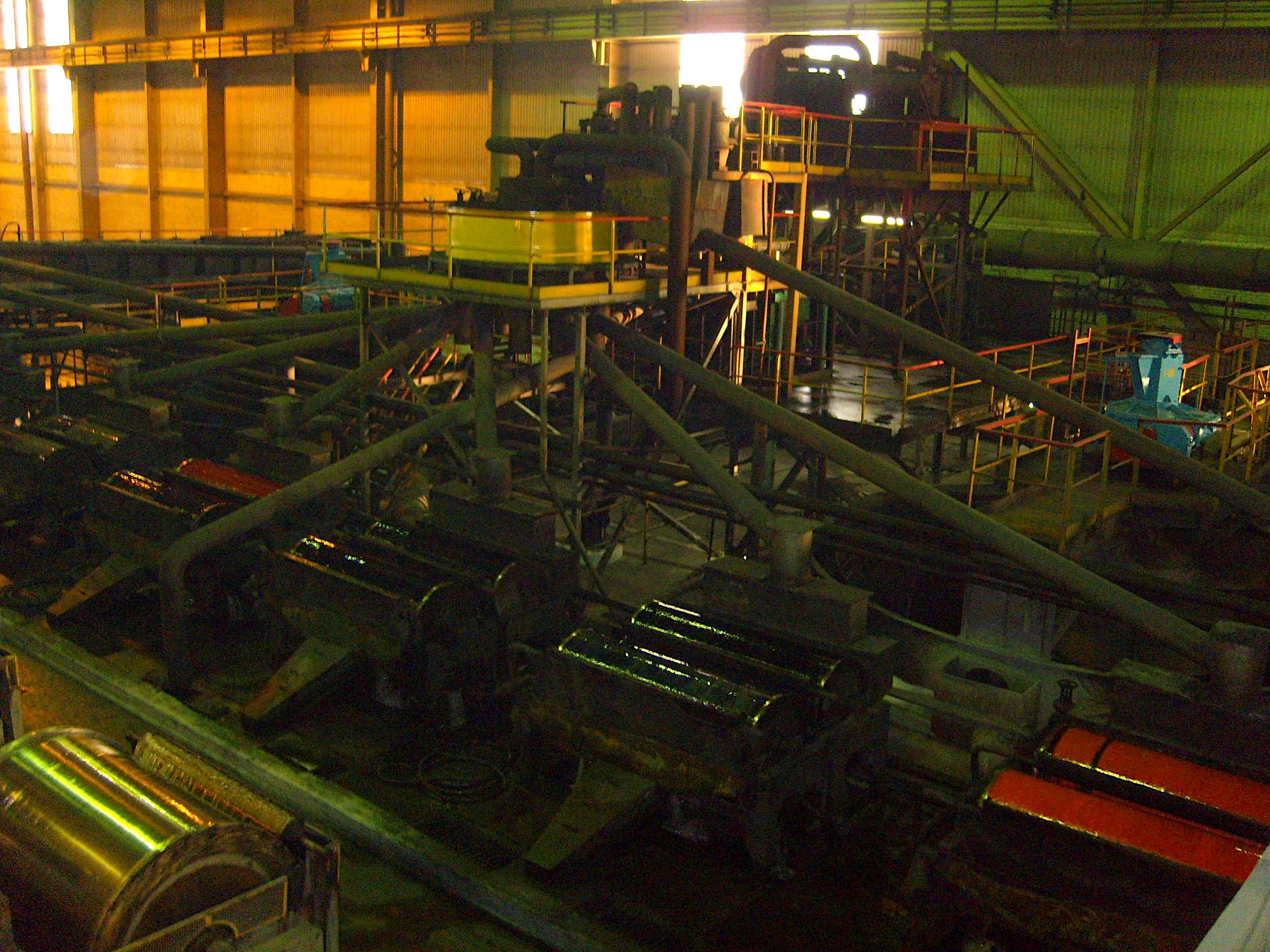
Технологическая линия мокрых магнитных сепараторов на обогатительной фабрике

Сепара́тор магни́тный бараба́нный — обогатительное оборудование с барабанной конструкцией транспортирующего рабочего органа, предназначенное для отделения магнитных минералов от пустой немагнитной породы с помощью притяжения частиц с повышенной магнитной восприимчивостью.
Барабанный тип магнитных сепараторов является наиболее распространённым на практике.
Барабанные магнитные сепараторы применяются для сухого обогащения крупнокусковой руды, тонкоизмельчённые руды, как правило обогащаются мокрым способом.

## Характеристики
- производительность — до 500 т/ч;
- частота вращения барабана — до 100 об/мин;
- крупность обогащаемой руды — до 50 мм;
- напряженность магнитного поля — до 90 кА/м.

## Рабочие инструменты
- барабан;
- ванна;
- приёмная коробка;
- магнитная система;
- привод барабана (электродвигатель, редуктор, зубчатая передача);
- резинка для футеровки барабана.

## Классификация
По схеме потоков материала
- прямоточные
- противоточные
- полупротивоточные

По напряжённости магнитного поля
- Со слабым магнитным полем (напряженностью около 1200 Э — как правило, применяется для сильномагнитных руд)
- С сильным магнитным полем (напряженностью до 20 тыс. Э — как правило, применяется для слабоомагнитных руд.